# Safran

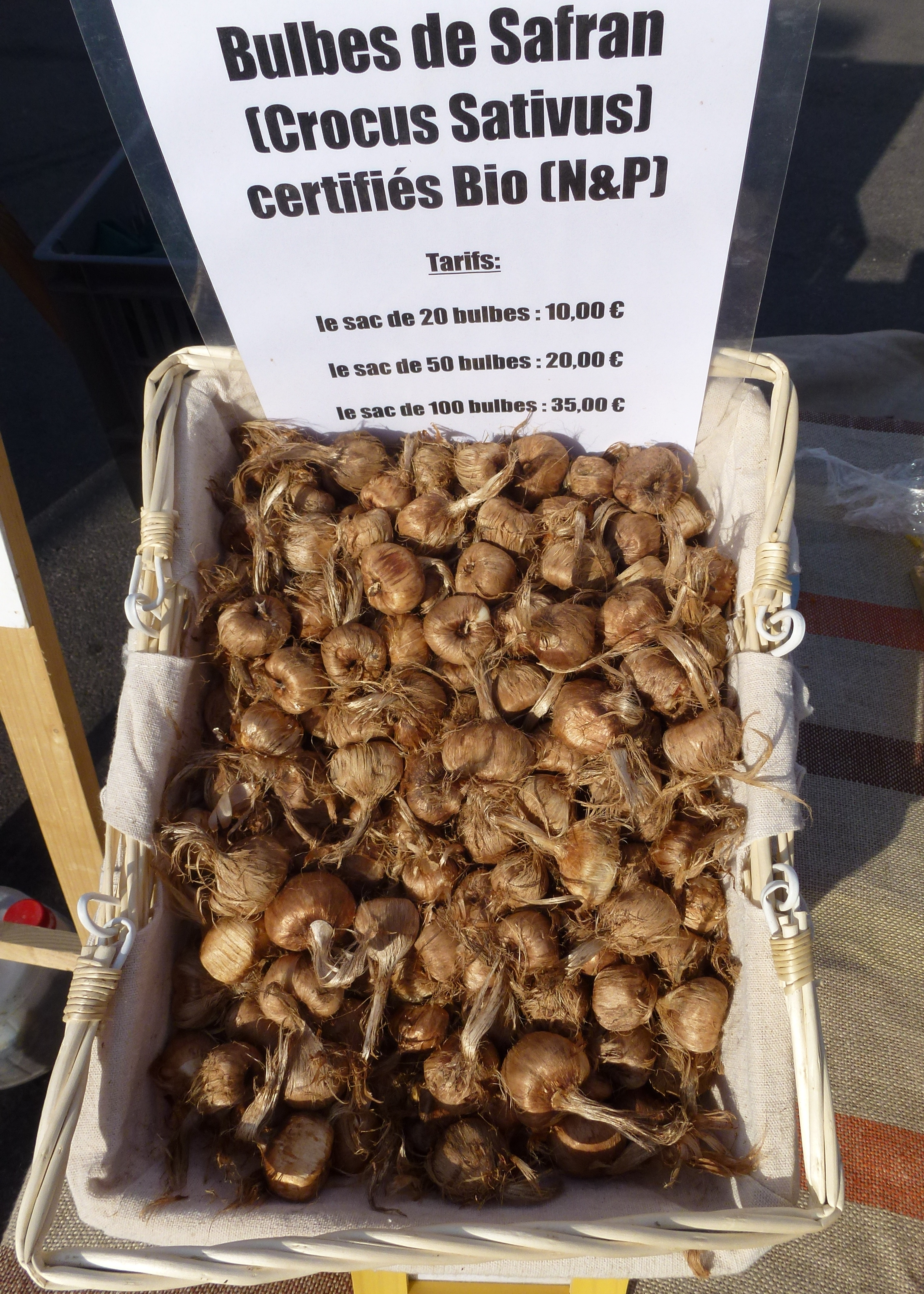
Safranknollen zur vegetativen Vermehrung

Der Safran (von arabisch/persisch زعفران, DMG zaʿfarān, ‚Safran‘), wissenschaftlicher Name Crocus sativus, ist eine Krokus-Art aus der Familie der Schwertliliengewächse. Sie blüht im Herbst violett und wird vor allem als Gewürzpflanze genutzt: Aus den roten Narben ihrer Blüten (den „Griffeln“) wird das ebenfalls Safran genannte Gewürz gewonnen.

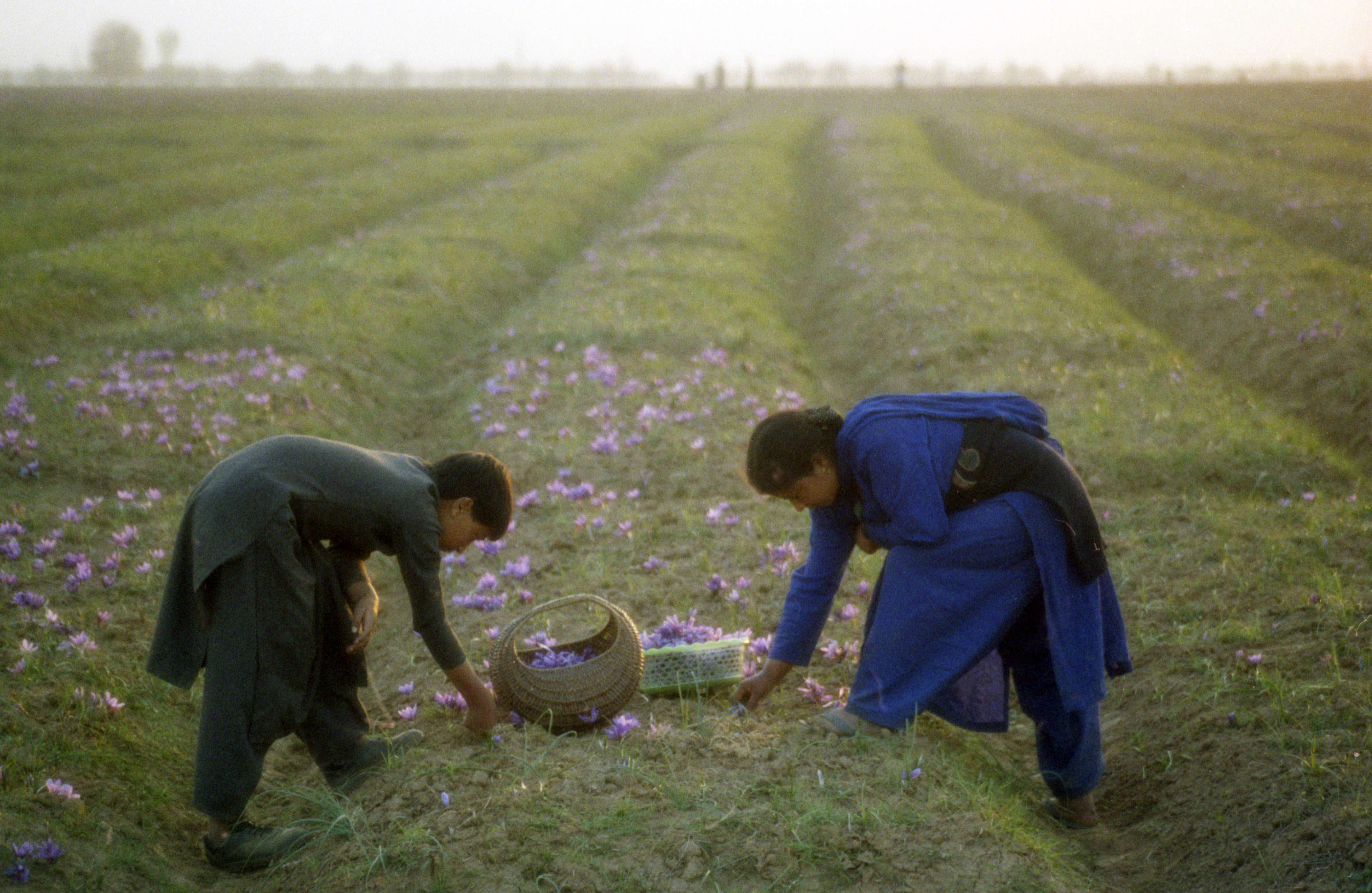
Safranernte in Kaschmir, Indien

Diese Pflanzenart ist eine triploide Mutante des auf den ägäischen Inseln beheimateten Crocus cartwrightianus. Sie ist wegen des dreifachen Chromosomensatzes unfruchtbar und kann nur vegetativ durch Knollenteilung vermehrt werden. Die Stammform Crocus cartwrightianus besitzt deutlich kürzere, aber ebenfalls aromatische Narben.

## Beschreibung

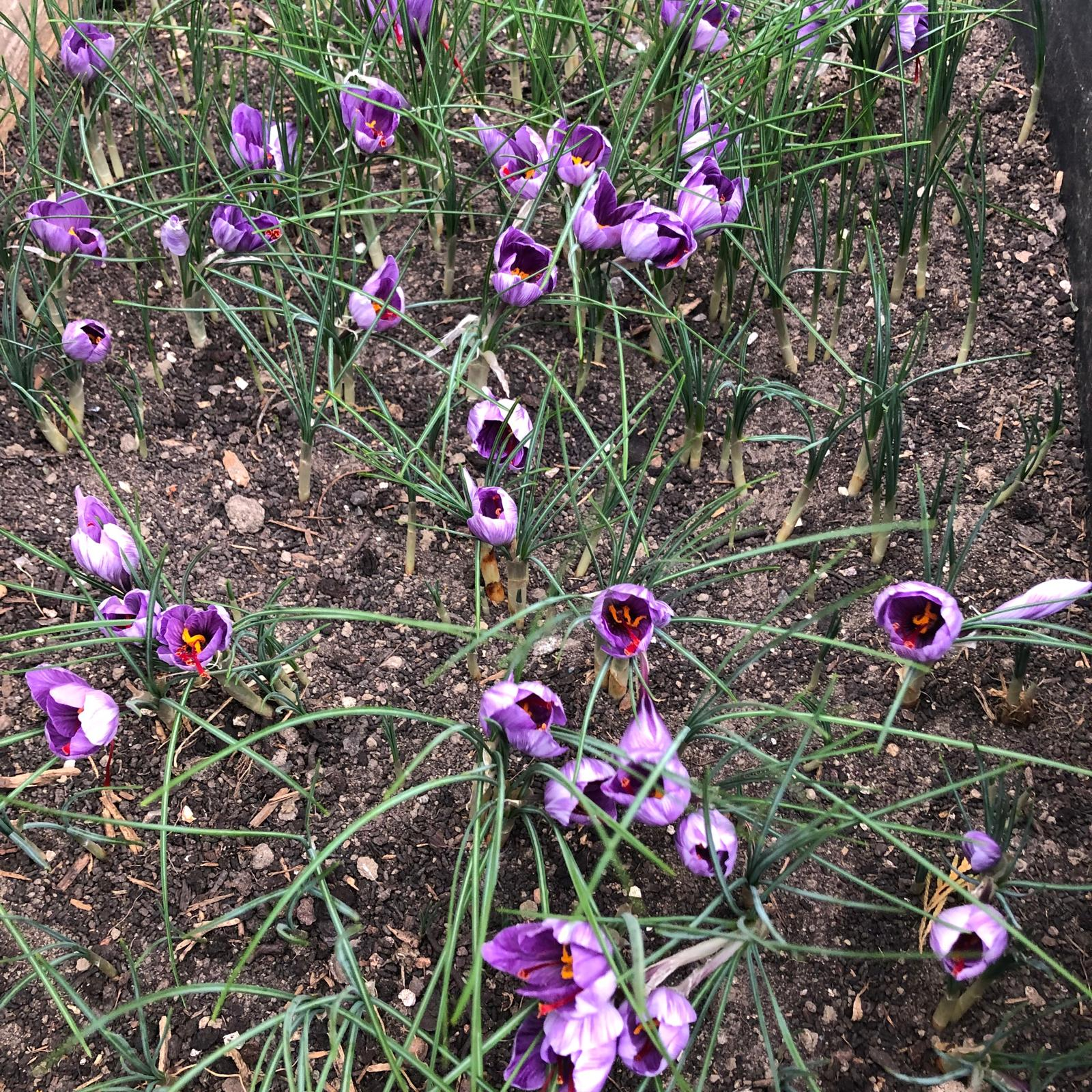
In Österreich (Marchfeld) kultivierter Safran

### Vegetative Merkmale
Es handelt sich um eine mehrjährige krautige Pflanze. Wegen der äußerlichen Ähnlichkeit der Safranknolle mit einer Zwiebel wird Safran fälschlicherweise oft in die Kategorie der Zwiebelgewächse eingeteilt, jedoch handelt es sich beim Safran um eine Knollenpflanze. Demnach werden oft auch die Safranknollen selbst genauso unzutreffend als Zwiebeln bezeichnet. Die Safranknolle treibt erst im Herbst, also nach einem Kältereiz und überdauert den Rest des Jahres im Boden.

### Generative Merkmale
Jede Blüte enthält einen sich in drei Narben verzweigenden Griffel. Die Blüte der Safran-Pflanze ist aus sechs fliederfarbenen Perigonblättern aufgebaut, die in der Blütenröhre münden. Jede Safran-Pflanze produziert jährlich einen hellgelben Griffel, der sich innerhalb der Blütenröhre befindet. Dieser hellgelbe Griffel teilt sich am oberen Ende der Blüte in drei bis sechs 2½–4½ cm lange rote Narbenäste. Diese Narbenäste stellen nach der Ernte das fertige Safrangewürz dar.
Die Chromosomenzahl beträgt 3n = 24, selten 16.

## Anbau und Ernte

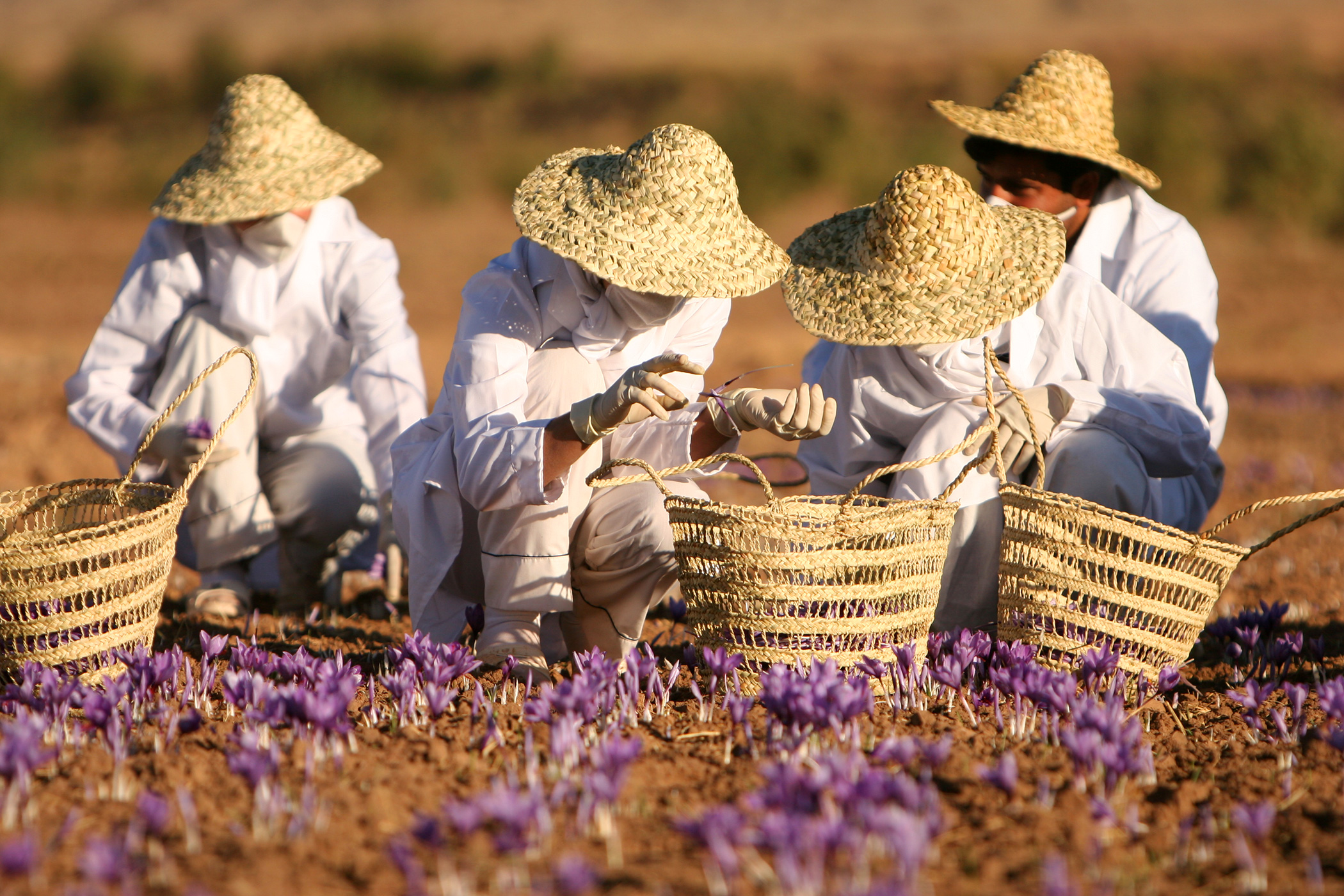
Safran-Ernte in Iran

Angebaut wird Safran in Afghanistan, Iran, Kaschmir, Südfrankreich, Marokko, Griechenland (um Kozani), Türkei (in Safranbolu), Italien (Sardinien, Abruzzen, Toskana, Piemont) sowie in einigen Regionen Spaniens (La Mancha) und – seit 2006 bzw. 2007 wieder – in Österreich (Pannonischer Safran (Crocus austriacus)); Wachauer Safran). Ein kleines Anbaugebiet von ca. 18.000 m² existiert im Schweizer Dorf Mund, wo pro Jahr zwischen 1½ und 2 Kilogramm Safran geerntet werden, abhängig vom Wetter und den Temperaturen. Seit 2012/13 wird auch in Deutschland wieder Safran angebaut (zum Beispiel auf dem Doktorenhof in Venningen (Pfalz), in Sachsen nahe Dresden (Saxen-Safran), am Schloss Altenburg (Thüringen), in Altreetz (Oderbruch in Brandenburg) und in Bittenfeld (Baden-Württemberg).
„Pro Jahr werden ungefähr 200 Tonnen Safran produziert. Wenn man nach Produktionsmengen beurteilt, so steht Iran mit ca. 170 bis 180 Tonnen jährlich an erster Stelle. Dies macht bis zu 91 % des Marktanteils aus.“

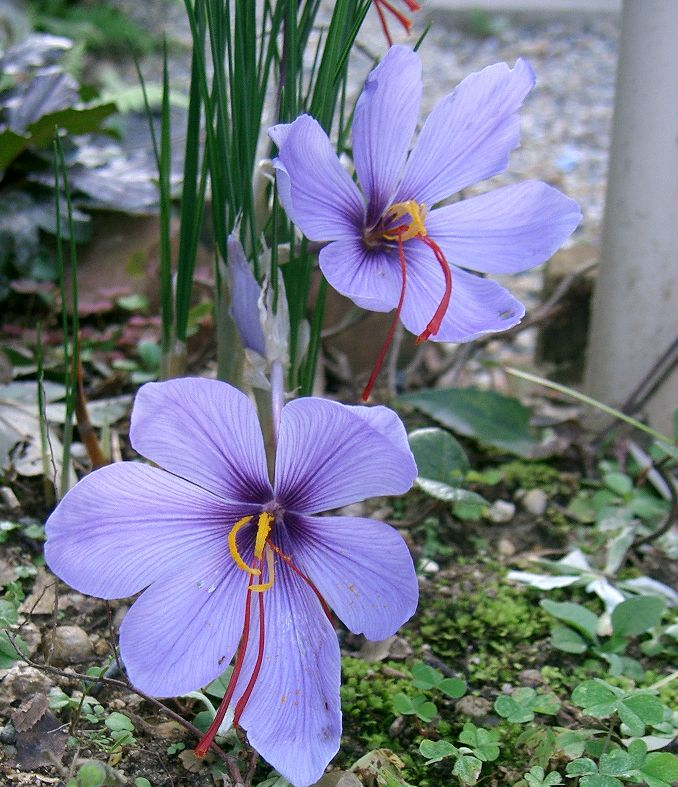
Crocus sativus

Um ein Kilogramm der Griffel zu gewinnen, benötigt man etwa 150.000 bis 200.000 Blüten aus einer Anbaufläche von etwa 10.000 Quadratmetern (1 ha); die Ernte ist reine Handarbeit, ein Pflücker schafft 60 bis 80 Gramm am Tag. Hinzu kommt, dass Safran nur einmal pro Jahr im Herbst (und das nur für einige Wochen) blüht. Deshalb zählt Safran zu den teuersten Gewürzen.
Obwohl Safran zu den nachwachsenden Rohstoffen gehört, ist er – je nach Marktentwicklung – mit bis zu 20.000 Euro/kg das teuerste Gewürz und damit Luxusgut, das bis zu 95 % aus Iran kommt. Im Einzelhandel zahlt man zwischen 4 und 30 Euro pro Gramm. Werttreiber sind die Personalintensität (15 Pflücker ernten täglich 1 kg), Erntedauer (etwa 14 Tage nur im Herbst) und Erntemenge (200.000 Blüten für 1 kg Stempelfäden).

## Verwendung

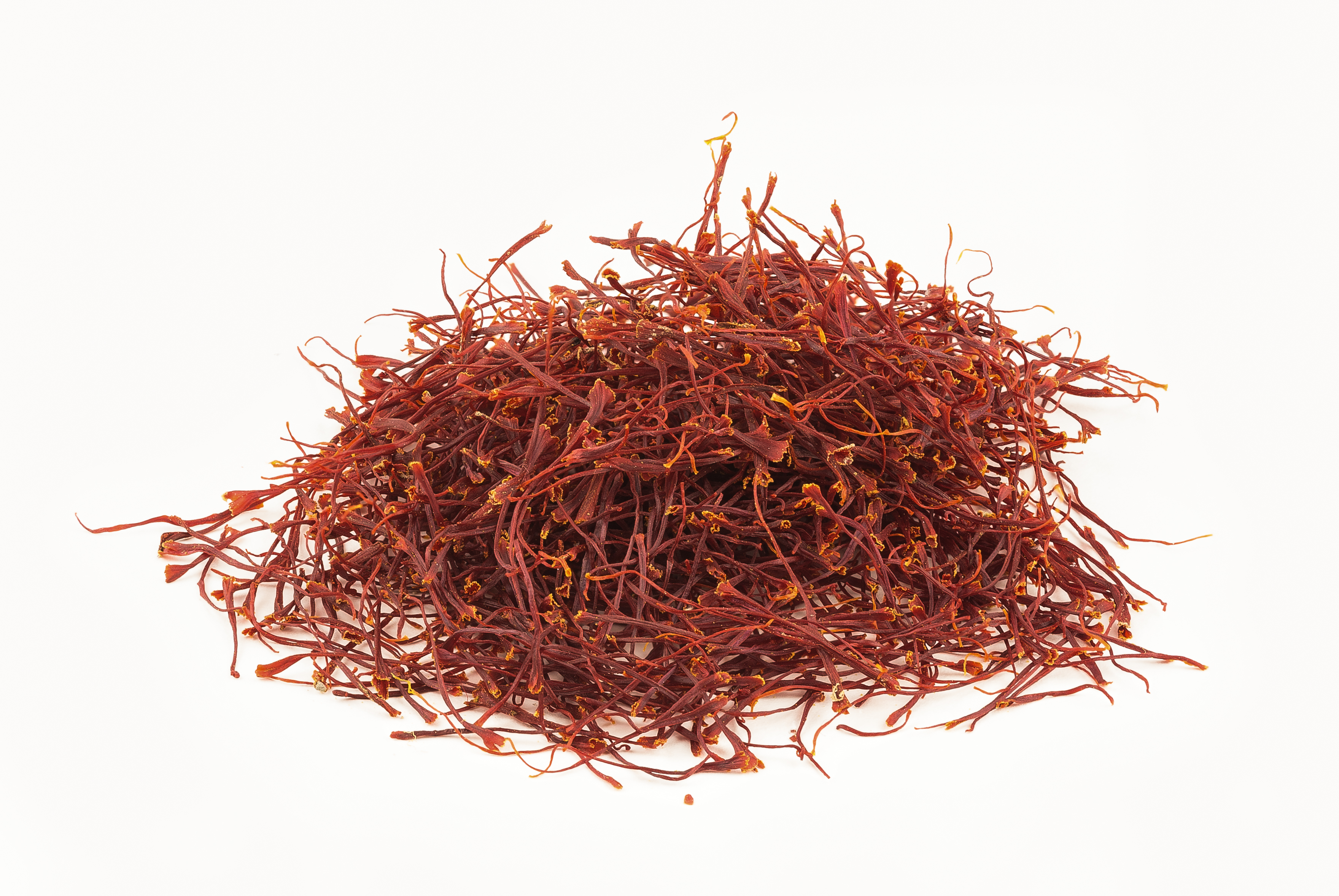
Safran aus Österreich, 2 Gramm

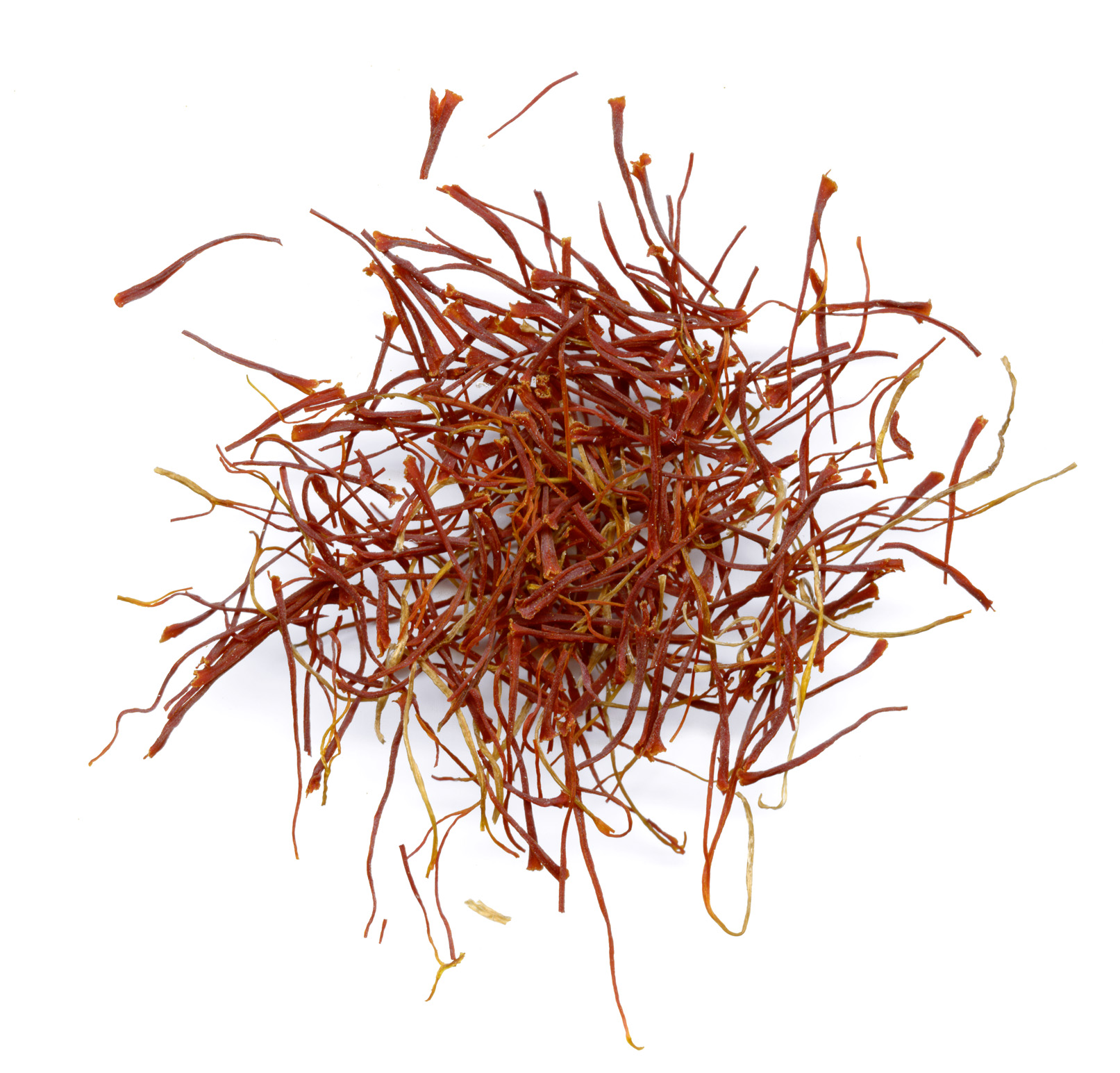
Getrocknete Safranfäden, Herkunft Iran

Die süß-aromatisch duftenden Griffel werden getrocknet als Gewürz verwendet.
Safran schmeckt bitter-herb-scharf, was bei normaler Dosierung – anders als der typische Duft – nicht zum Tragen kommt. Er enthält Carotinoide, vor allem Crocin, sodass sich mit Safran gewürzte Gerichte intensiv goldgelb färben. Weiter enthält er den Bitterstoff Safranbitter, aus dem sich beim Trocknen teilweise der für das Safranaroma verantwortliche Aldehyd Safranal bildet. Weitere Aromastoffe sind unter anderem Isophorone. Bekannte Gerichte mit Safran sind Bouillabaisse, Risotto alla milanese, Lussekatter und Paella. In der persischen Küche werden besonders Reisgerichte gerne mit Safran verfeinert. In Griechenland trinkt man besondere Teemischungen aus Kozani mit Safran.
Safran muss vor Licht und Feuchtigkeit geschützt in fest schließenden Metall- oder Glasgefäßen aufbewahrt werden, da das Gewürz am Licht schnell ausbleicht und sich das ätherische Öl relativ leicht verflüchtigt. Safran wird traditionell auch als Farbmittel eingesetzt; der wasserlösliche Farbstoff Crocetin ist in der Pflanze glycosidisch an das Disaccharid Gentiobiose gebunden; diese Verbindung wird als Crocin (siehe oben) bezeichnet. Bereits Plinius der Ältere erwähnt Safran als Farbmittel. Es wurde auch eingesetzt, um Goldschriften zu imitieren oder um Zinn oder Silber wie Gold erscheinen zu lassen. In Mischungen mit anderen Pigmenten oder Farbstoffen wird er ebenfalls verwendet. Im Colour Index ist Safran unter der Bezeichnung C.I. Natural Yellow 6 verzeichnet.
Um den aromatischen Duft zu bewahren, sollte Safran nicht lange gekocht werden. Empfohlen wird die Narbenschenkel einige Minuten in etwas warmem Wasser einzuweichen und mit der Flüssigkeit gegen Ende der Garzeit dem Gericht zuzugeben. Eine noch intensivere Färbung erhält man, wenn die Safranfäden frisch gemörsert werden.

## Medizinische Bedeutung
Safran nimmt in der Medizin des Orients schon seit Jahrtausenden einen wichtigen Stellenwert ein. Auch heute ist die Pflanze wegen ihrer medizinischen Wirkung geschätzt und insbesondere über den Safran-Extrakt wird international geforscht. Studien zeigten einen nervenstärkenden Effekt von Safran-Extrakt. Sie zeigten auch, dass Safran bei leichten bis mittelschweren Formen von Depression eine stimmungsaufhellende Wirkung habe, zum Beispiel im Rahmen des PMS, der (Post)Menopause und des Babyblues. Eine Pilotstudie kam zu dem Schluss, dass Safran-Extrakt bei milder und moderaten Depression genauso gut geeignet sein kann wie Fluoxetin.
Laut Hagers Enzyklopädie der Arzneistoffe und Drogen sei die Einnahme von Safran bis 1,5 g pro Tag (oral) unbedenklich.

## Fälschungen und Ersatzprodukte
Noch heute ist das Fälschen von Safran weit verbreitet: Fälschungen können aus einer Kurkuma-Mischung bestehen. Safranfäden werden auch gefälscht, aber wer mit Aussehen und Geruch vertraut ist, kann den Unterschied erkennen. Ein einigermaßen sicherer chemischer Nachweis ist das Zugeben von Natron zu einer Lösung von etwas „Safranpulver“: Handelt es sich um reinen Safran, so bleibt die Lösung gelb, enthält sie Kurkuma-Anteile, so wird sie trüb und verfärbt sich rot. Dieser Test war schon vor Jahrhunderten bei den Gewürzhändlern üblich. Er beruht auf den verschiedenen chemischen Eigenschaften der in Safran und Kurkuma enthaltenen Farbstoffe.
Falscher Safran (Saflor) ist eine Bezeichnung für die Färberdistel (Carthamus tinctorius), die früher zum Färben von Seide verwendet wurde. Dieses Gewürz färbt das Gericht schwächer als echter Safran (lateinisch Crocus sincerus) und bringt kein eigenes Aroma ein. Die Röhrenblüten der Färberdistel lassen sich schon mit bloßem Auge von den fadenförmigen Narbenlappen des Safrans unterscheiden. Beim echten Safran müssen die Narbenschenkel ungefähr zwei bis drei Zentimeter lang, trichterförmig eingerollt und oben eingekerbt sein. Die Färberdistel wurde in Antike und Mittelalter unter den Bezeichnungen crocus ortensis und crocus ortolanus auch als schädliche Säfte abführendes Mittel angesehen.
Safran für homöopathische Anwendungen ist im Europäischen Arzneibuch monographiert und enthält die gängigen Tests auf Identität und Reinheit von Safran.
Zur Eindämmung von Fälschungen und Ersatzprodukten sowie zur Erhöhung der Konsumentensicherheit sind Qualitätskriterien definiert. Merkmale wie Färbekraft, Aromakonzentration (Safranal) und Konzentration von Bitterkeit (Picrocrocin) werden zusammengefasst in vier Kategorien unterteilt. Neben dem internationalen ISO-Standard 3632 gibt es auch nationale Normen.

## Trivialnamen
Für den Safran (lateinisch Crocus und im Deutschen oft synonym mit Krokus) bestehen bzw. bestanden auch die weiteren deutschsprachigen Trivialnamen Chruogo (althochdeutsch), Croc (althochdeutsch), Broze (althochdeutsch), Brugo (althochdeutsch), Gewürzsafran, Kruago (althochdeutsch), Saffaran (mittelhochdeutsch), Saffart (mittelhochdeutsch), Saffaren (mittelhochdeutsch), Safferain (mittelhochdeutsch), Safferen (mittelhochdeutsch), Safferon (mittelhochdeutsch), Safferntblume (Bern), Saffran (mittelhochdeutsch), Saffrat (mittelhochdeutsch), Saffrath (mittelhochdeutsch), orientalischer Safran (lateinisch Crocus orientalis für aus dem Süden und dem Orient bezogener Safran), Safrich (schwäbisch), Schaffner (mittelhochdeutsch), Seydfarb (mittelhochdeutsch), Sintvarwe (althochdeutsch), Soffraen (mittelhochdeutsch) und Suffran (mittelhochdeutsch).

## Geschichte

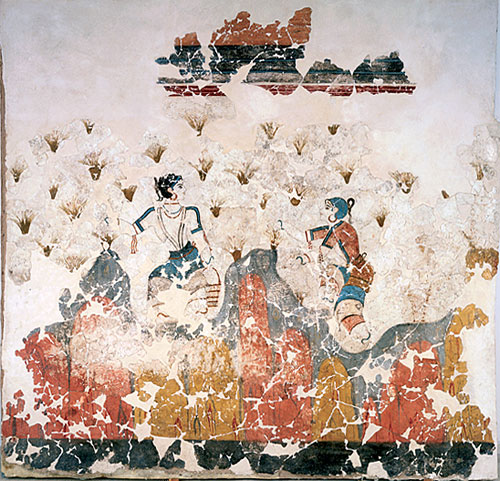
Fresko der „Safransammlerinnen“ aus Akrotiri auf der Ägäisinsel Santorin, wohl 16. Jahrhundert v. Chr.

Die Nutzung von Safran ist in Fresken der minoischen Kultur im Ägäisraum bereits vor 3600 Jahren bezeugt; die Entstehung der Art kann durch pflanzengenetische Untersuchungen in Attika lokalisiert werden. Im Mittelmeerraum gehandelt wurde Safran unter anderem durch die Phönizier, die ihn als Heil- und Gewürzmittel verwendeten. Schon in der Antike war er ein Luxusartikel. Auf das Fälschen oder Verschneiden von Safran standen hohe Strafen.
Im Alten Orient gehörten mit Safran gefärbte oder zumindest safrangelbe Kleidungsstücke zum Herrschergewand. Diese besondere kulturelle Bedeutung wurde mehrfach in der griechischen Mythologie aufgenommen und weitergeführt. So soll der Ilias des Homer zufolge unter dem Ruhelager des Zeus und der Hera Safran gewachsen sein. Auch für Dionysos, Iason, den frischgeborenen Herakles, vor allem aber für Göttinnen und Herrscherinnen sind in den griechischen Mythen safrangelbe Kleidungsstücke bezeugt.
Homer berichtete, dass jeder geforderte Preis für Safran bezahlt wurde. Im Mittelalter wiederum war er dreimal so teuer wie Pfeffer. In vielen Kulturen war es Brauch, den Hochzeitsschleier mit Safran gelb zu färben. Reiche Römer streuten Safranfäden auf ihre Hochzeitsbetten.

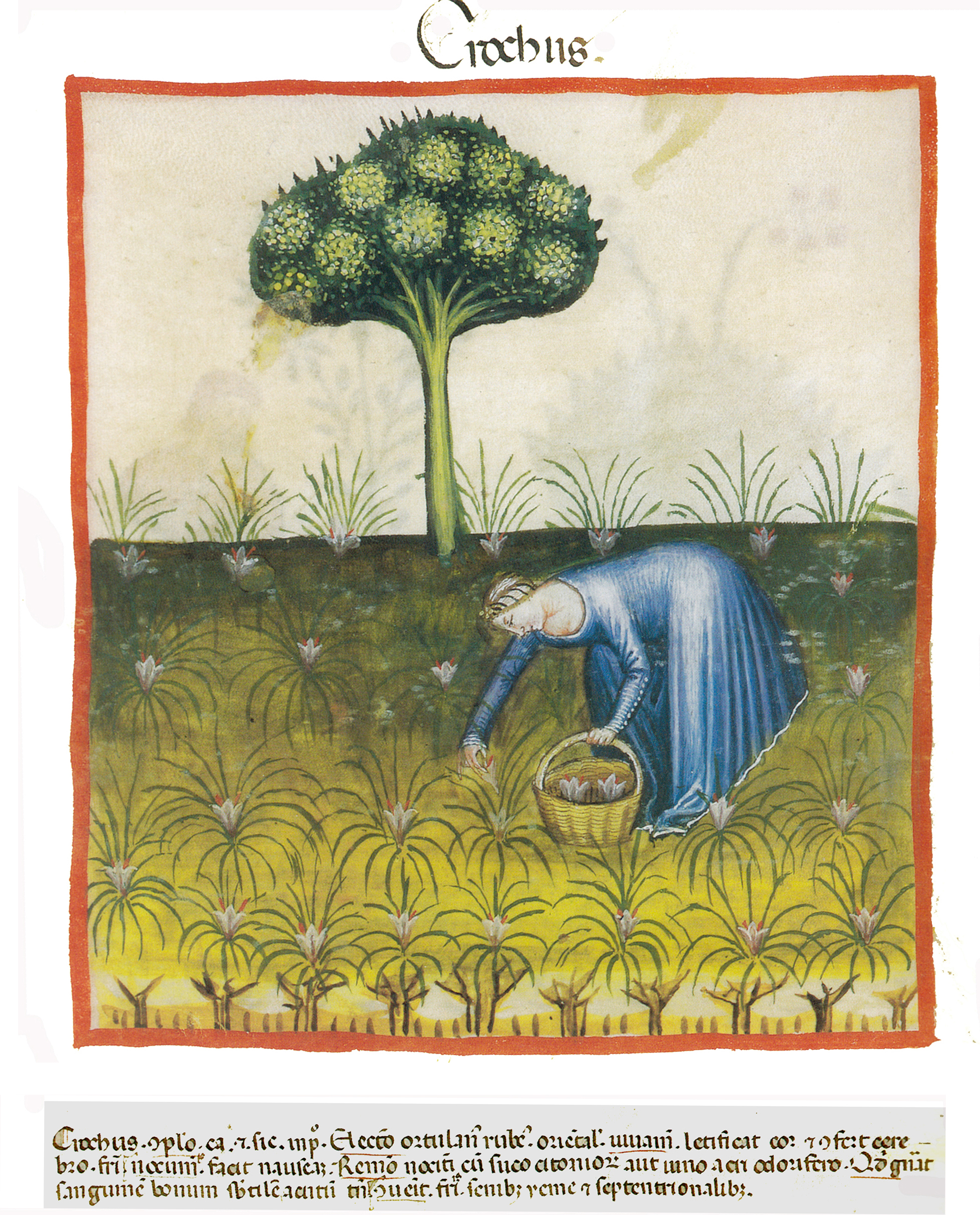
Safranernte; Florentiner Handschrift des Tacuinum sanitatis, 14. Jahrhundert

Mit Safran wurden Salben, Arzneipflaster (oxycroceum: Essig-Safran-Pflaster), Balsame und Duftöle zubereitet und Speisen gewürzt, über deren intensives Aroma neben Marcus Tullius Cicero unter anderem Titus Petronius in der Cena Trimalchionis berichtet: omnes enim placentae omniaque poma etiam minima vexatione contacta coeperunt effundere crocum, et usque ad os molestus umor accidere („Alle Kuchen und alle Äpfel fingen, wenn man sie auch nur ganz sanft berührte, an, Safranwasser zu verspritzen, bis uns die unangenehme Flüssigkeit im Gesicht traf.“). Er diente, wie Plinius der Ältere vermerkt, als Arznei und Weinzusatz, Kaiser Elagabal soll bevorzugt in mit Safran vermischtem Wasser gebadet haben. Der noch im 20. Jahrhundert unter anderem bei Quetschungen und Bindehautentzündungen eingesetzte Safran galt bereits bei den Römern als Mittel bei allen Entzündungen, insbesondere solchen der Augen.
Als im Rahmen der Islamischen Expansion im Frühmittelalter der Handel im Mittelmeerraum unter arabische Kontrolle geriet, wurden die bisherigen griechischen κρόκος und lateinischen Crocus sativus Bezeichnungen für den Safran durch das arabische „zaʿfarān“ ersetzt, von dem auch das Wort für die Pflanze in den meisten europäischen Sprachen herstammt.
In Spanien und Südfrankreich wird seit dem 13. Jahrhundert angebaut und gelangte wie der in Italien erzeugte in den europäischen Handel. In Italien ist der Safrananbau seit dem 13., in Deutschland seit dem 15. Jahrhundert belegt. Zur Eindämmung des Imports von Fälschungen erfolgte im Sinne einer Arzneimittelprüfung eine Kontrolle durch amtliche Safranschauer, wie sie in Nürnberg seit 1357 nachweisbar sind.
Freiherr Henman von Bechburg überfiel 1374 im Weiler St. Wolfgang bei Balsthal einen Transport von Basler Kaufleuten und erbeutete unter anderem einige Zentner kostbaren Safrans, was den „Safrankrieg von Balsthal“ auslöste.
In Ländern des spätmittelalterlichen Europa wurde die Arzneidroge Safran vor allem aus Italien und Spanien importiert, seltener der in Iran und in der Türkei kultivierte.
Mittelalterlichen und neuzeitlichen Anekdoten bzw. Berichten zur berauschenden Wirkung des Safrans, die sich seit der Antike in medizinischer und botanischer Literatur finden, verdanken sich die Wendungen in sacco croci dormivit („Er hat auf einem Sack Safran geschlafen“), crocum edisse („Safran gegessen haben“) und das in der französischen Volkssprache des Mittelalters belegte, sprichwörtliche Le fol na que faire de saffren, in seiner lateinischen Fassung croco stultus non eget („Der Dumme/Irre/Narr braucht keinen Safran <mehr>“). Dadurch wird ein sehr ausgelassenes, ‚übergeschnapptes‘ Verhalten bezeichnet, das an das unter dem Einfluss hoher Dosen Safran Stehender erinnern soll. So schreibt Peter Lauremberg (1585–1639) in seinem Apparatus plantarius:
| „De hilaritudine in pectus concitanda, a croci esu, res est apud Medicos & Botanicos celebratissima, apud quos experimento comprobatum est, drachmas circiter tres, cum vino haustas, tanta laetitia homines perfundere, ut iis contingat nimio risu exsolvi, ebriis similes reddi, saepe etiam dejici de bona mente, & ridendo aut finire vitam, aut vehementer periclitari. Amatus Lusitanus citat ad Testimonium exemplum Mercatoris, qui plus nimio assumens, tam profuse in risum solutus est, ut fere illi prae cachinno rupta fuerint ilia. Idemque scribit se observasse in alio sacco croci pleno indormierat. Hoc est quod Galenus annotavit Lib. II Med. Loc. Crocum caput opplere, & perturbare arcem rationis …“ | „Die Sache von der in der Seele hervorgerufenen Heiterkeit durch die Aufnahme von Safran ist bei Medizinern und Botanikern sehr bekannt, bei denen im Versuch bewiesen wurde, dass circa drei Drachmen Safran (~ 13,5 bis 18 g) mit Wein <vermischt> getrunken die Menschen mit so großer Fröhlichkeit erfüllen, dass es diesen geschieht, dass sie in exzessives Gelächter ausbrechen, sie Betrunkenen gleich werden, oft sogar ihren Verstand verlieren und unter Gelächter entweder sterben oder in große Gefahr geraten. Amato Lusitano zitiert als Beweis das Beispiel eines Händlers, der mehr als zu viel zu sich nahm und in so maßloses Lachen ausgebrochen ist, dass ihm beinahe vor schallendem Gelächter die Eingeweide zerrissen. Und er schreibt, dasselbe bei einem anderen beobachtet zu haben, der auf einem Sack voll Safran eingeschlafen war. Folgendes merkt Galenos im Lib. II Med. Loc. an, nämlich dass der Safran den Kopf überflute und den Sitz der Verstandes verwirre …“ |

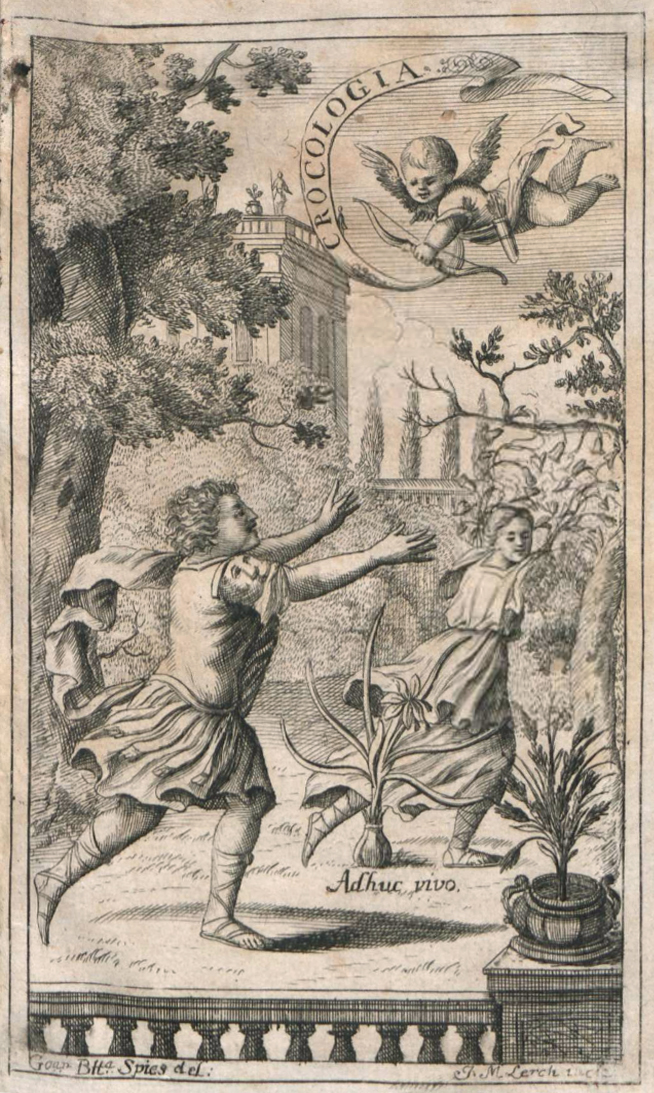
Titelbild aus J. F. H. von Todenfeld, Crocologia, 1671

Johann Ferdinand Hertodt von Todenfeld verfasste im 17. Jahrhundert mit der Crocologia seu curiosa Croci Regis vegetabilium enucleatio ein umfangreiches Werk, das unzählige pharmazeutische Rezepte zur Behandlung diverser Krankheiten von Durchfall, Wassersucht bis zur Hypochondrie durch die Safranpflanze versammelt.
Dem Kinderlied Backe, backe Kuchen zufolge ist Safran eine von sieben unerlässlichen Zutaten guten Kuchens, den er gelb färbe. Der Text geht auf ein „Mus“-Rezept des 15. Jahrhunderts mit derselben Beschreibung der Zutaten zurück.
In Thüringen ist seit dem 15. Jahrhundert der Safrananbau belegt. Ab dem 16. Jahrhundert bekam die Safrangewinnung im englischen Saffron Walden eine große Bedeutung.
Zu Beginn des 20. Jahrhunderts war Österreich das Anbauzentrum Mitteleuropas. Der Safran höchster Qualität wurde auch als Crócus austriacus bezeichnet.

### Historische Abbildungen

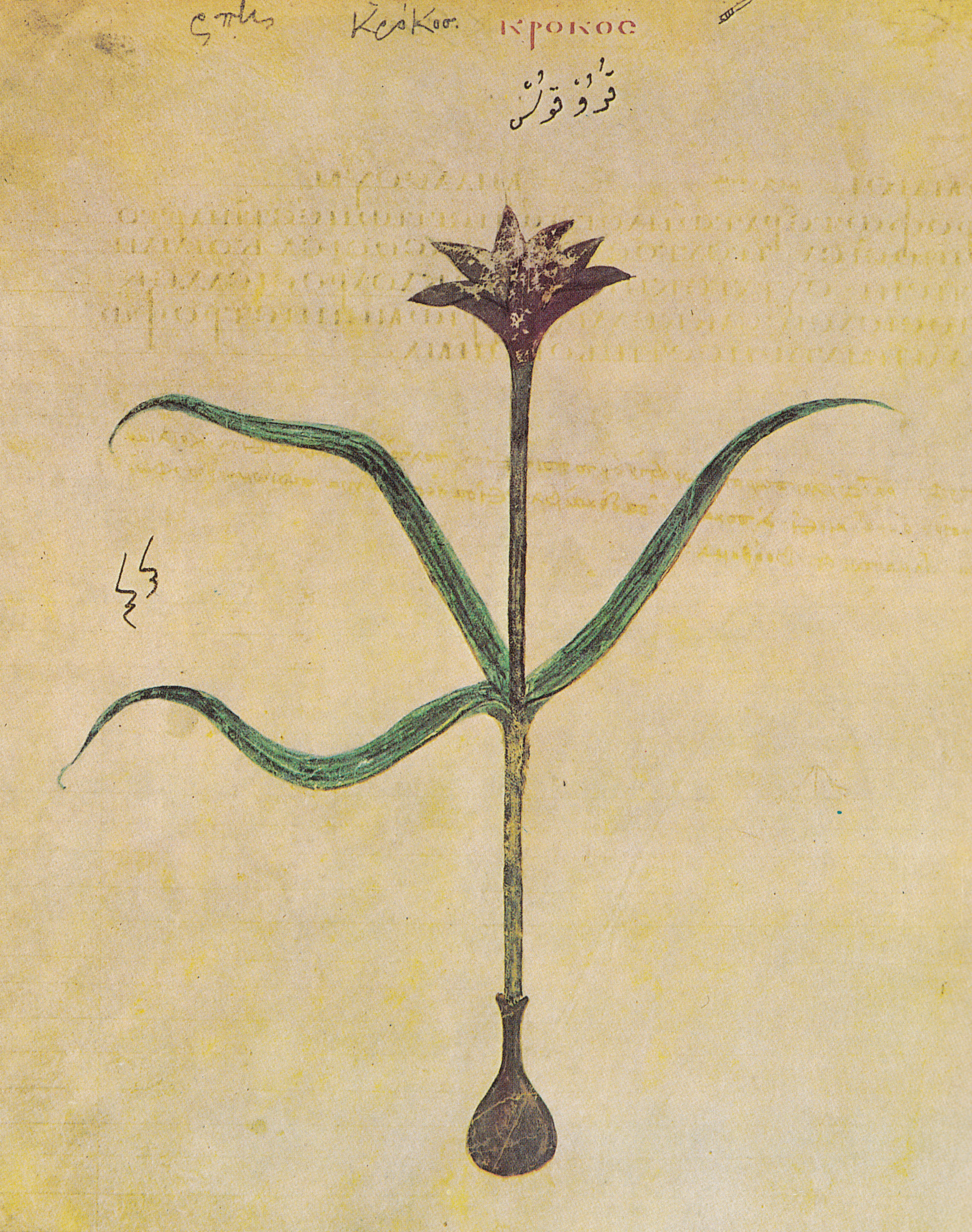
Wiener Dioskurides 6. Jahrhundert
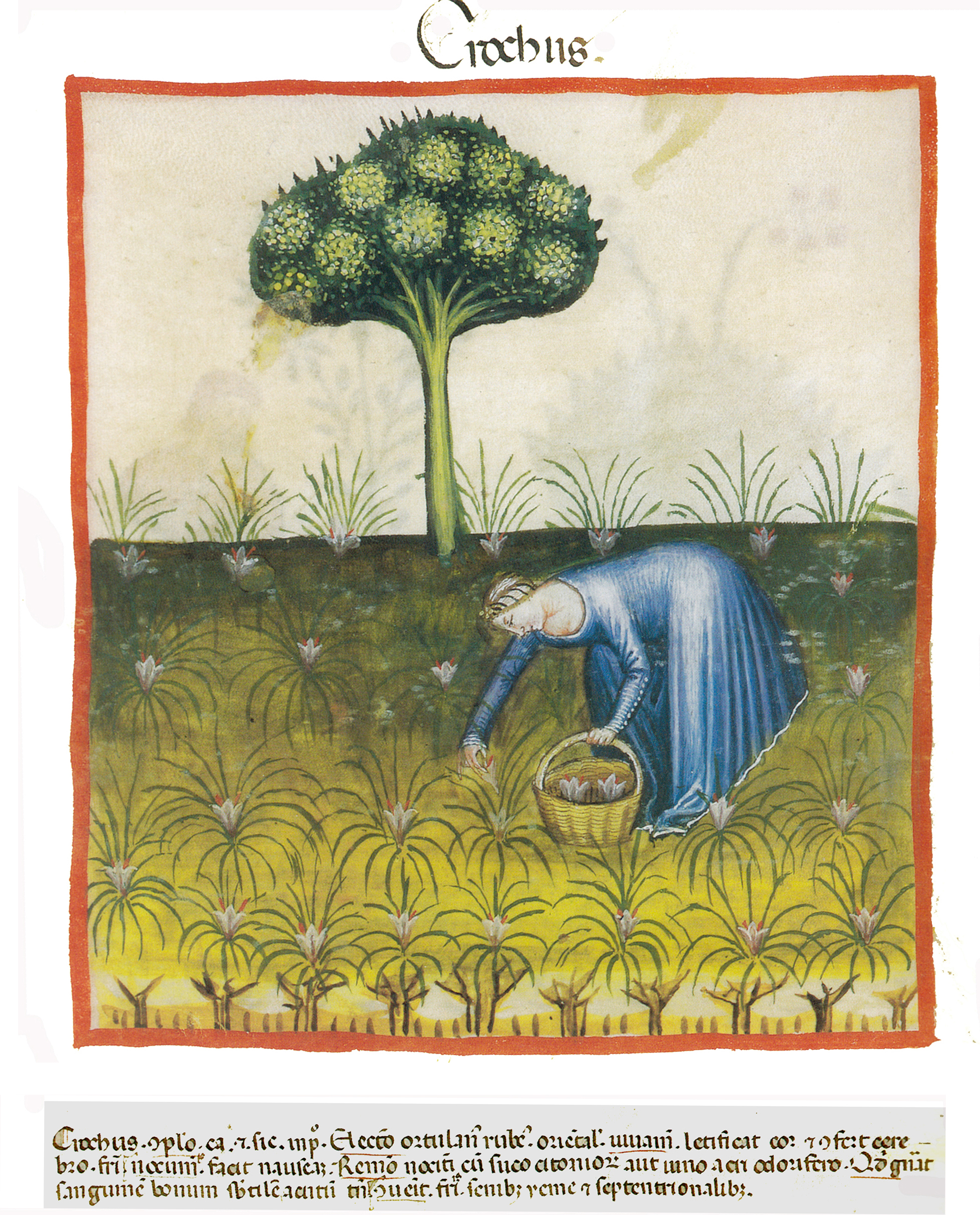
Tacuinum sanitatis (Ibn Butlan) 14. Jh.
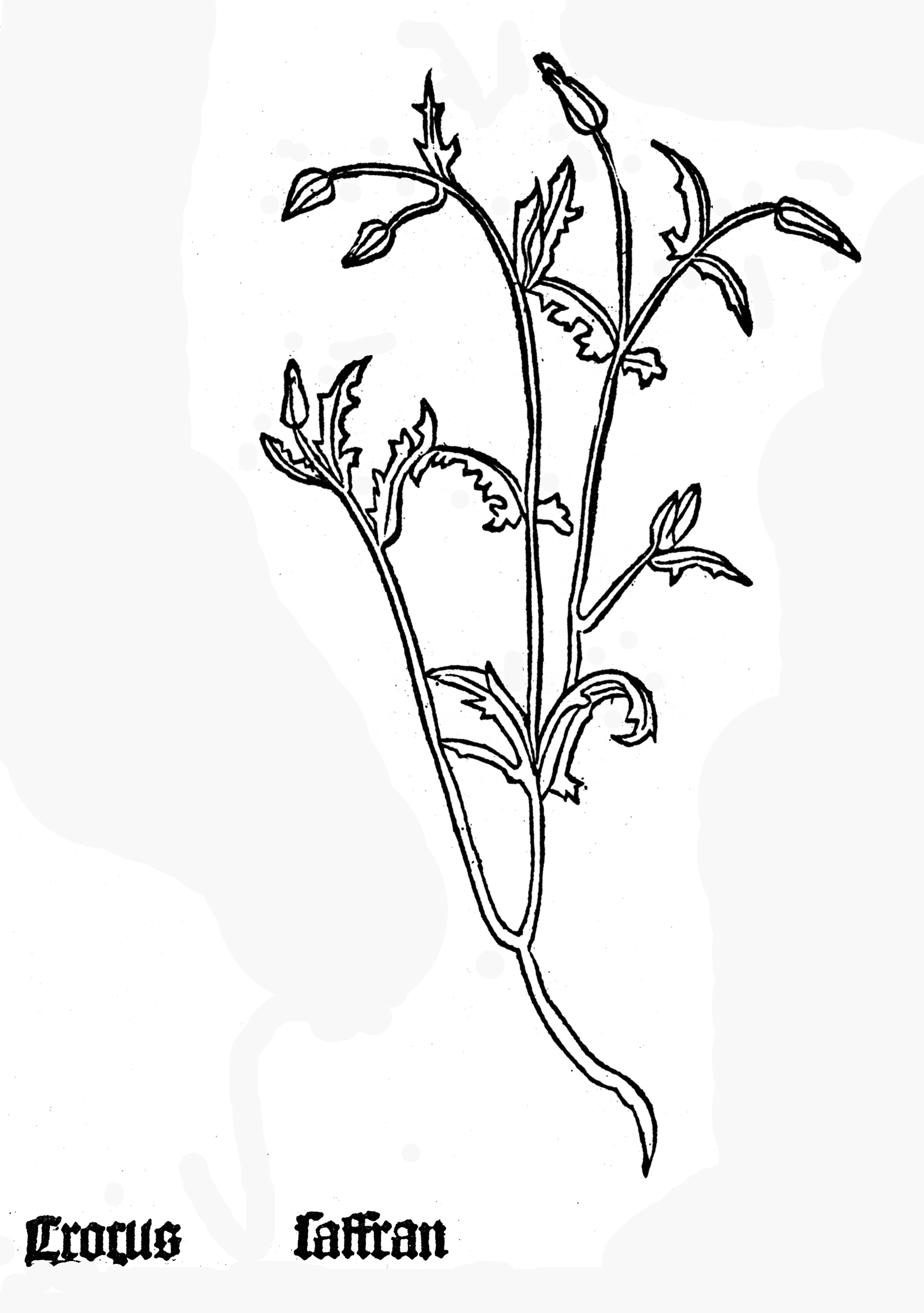
Gart der Gesundheit 1485
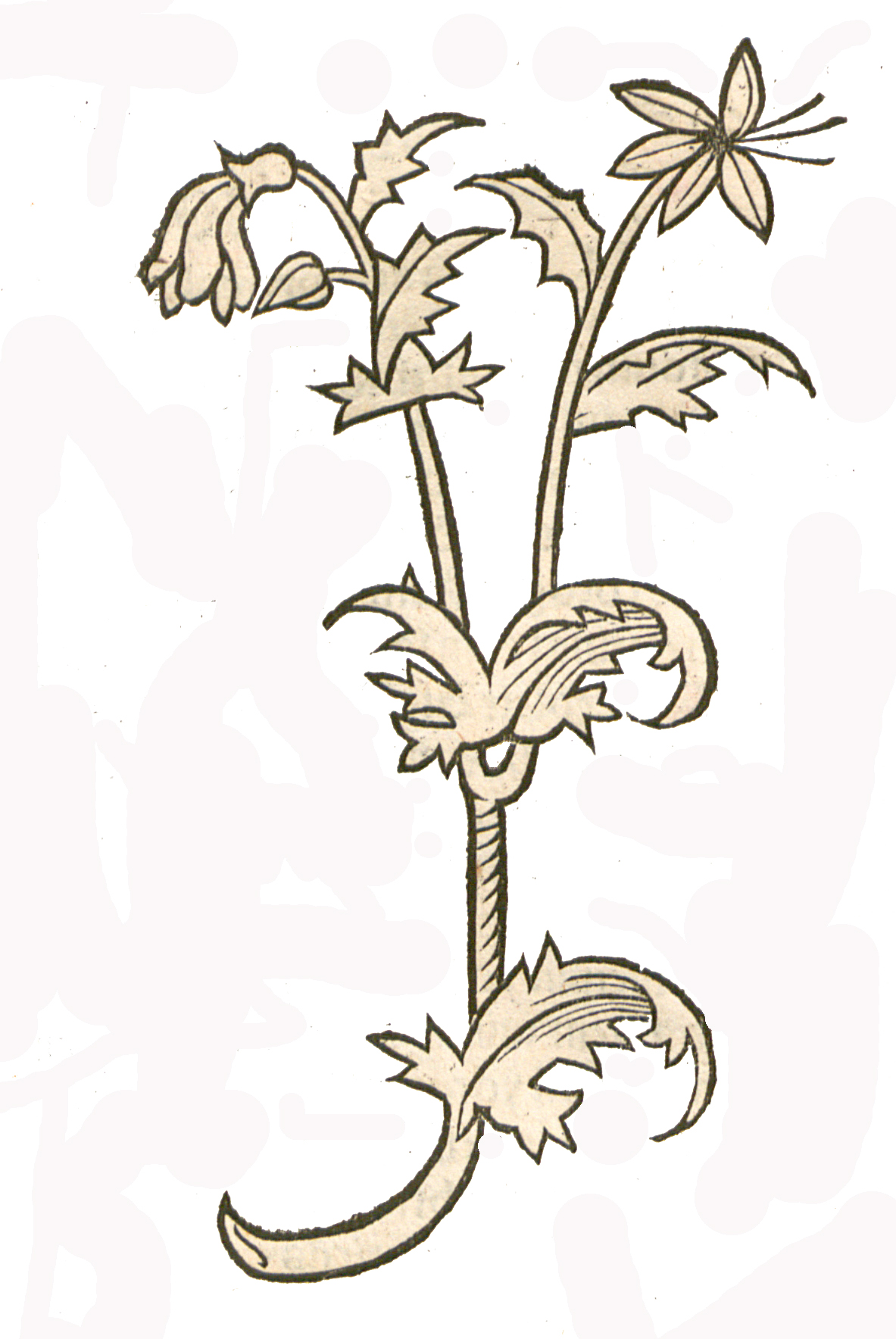
Hortus sanitatis 1491

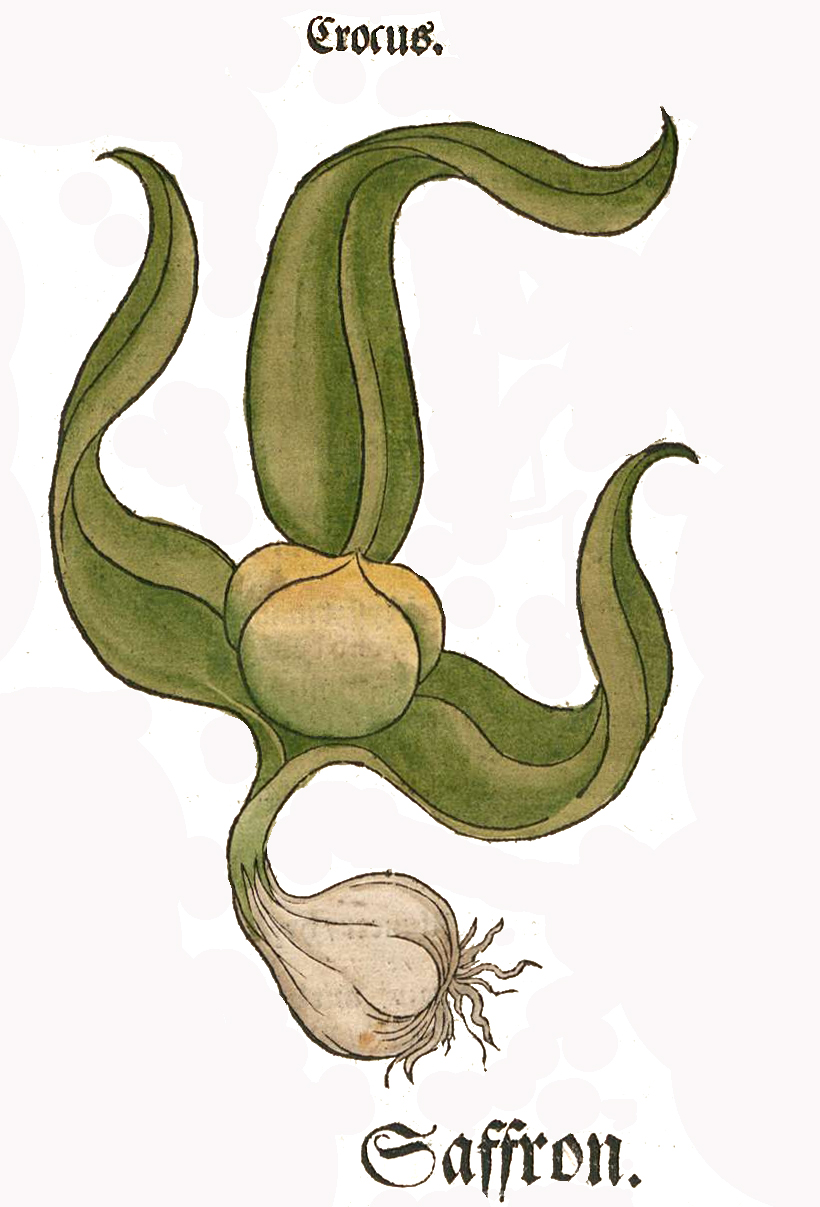
Otto Brunfels 1537
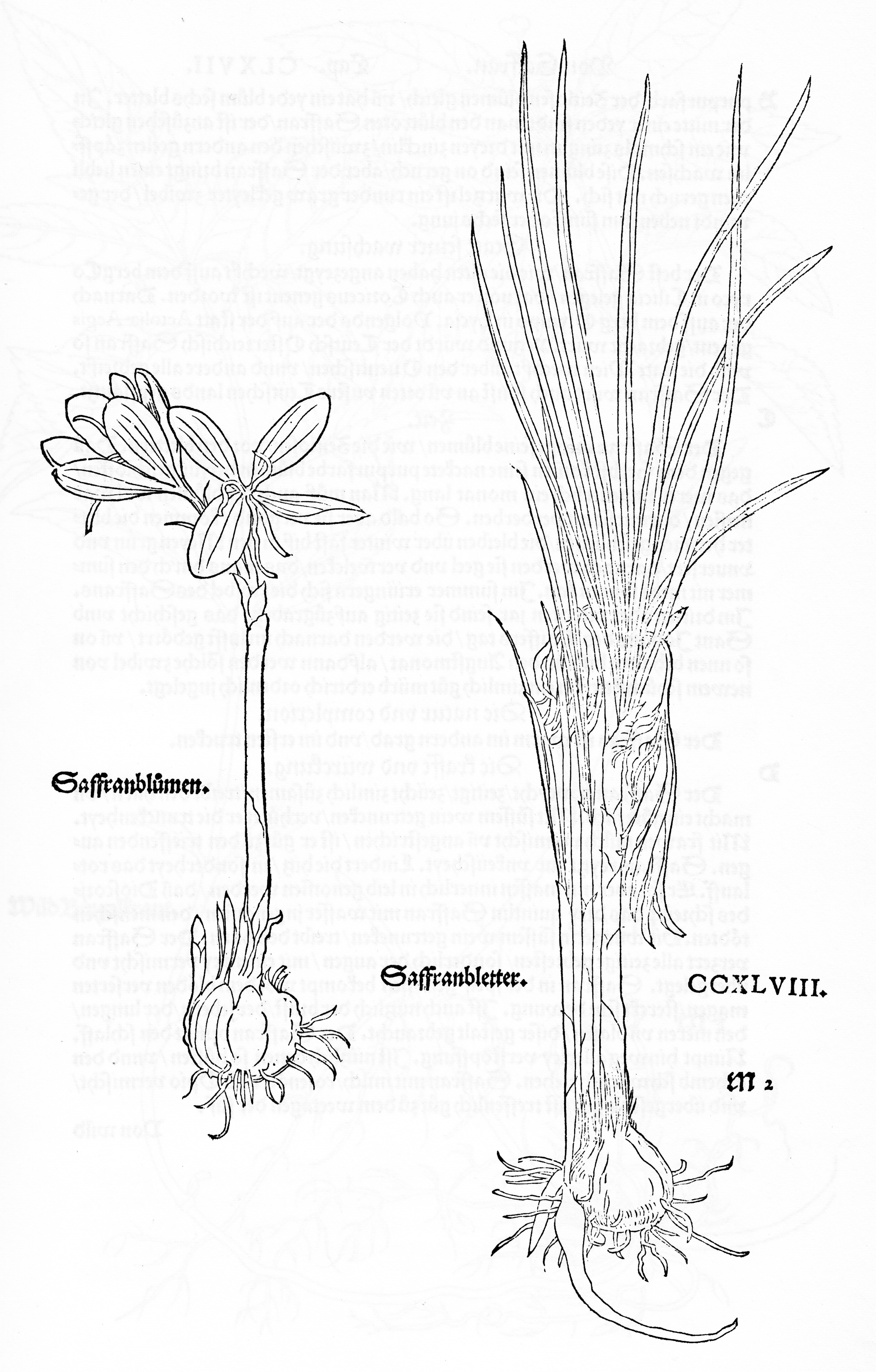
Leonhart Fuchs 1543
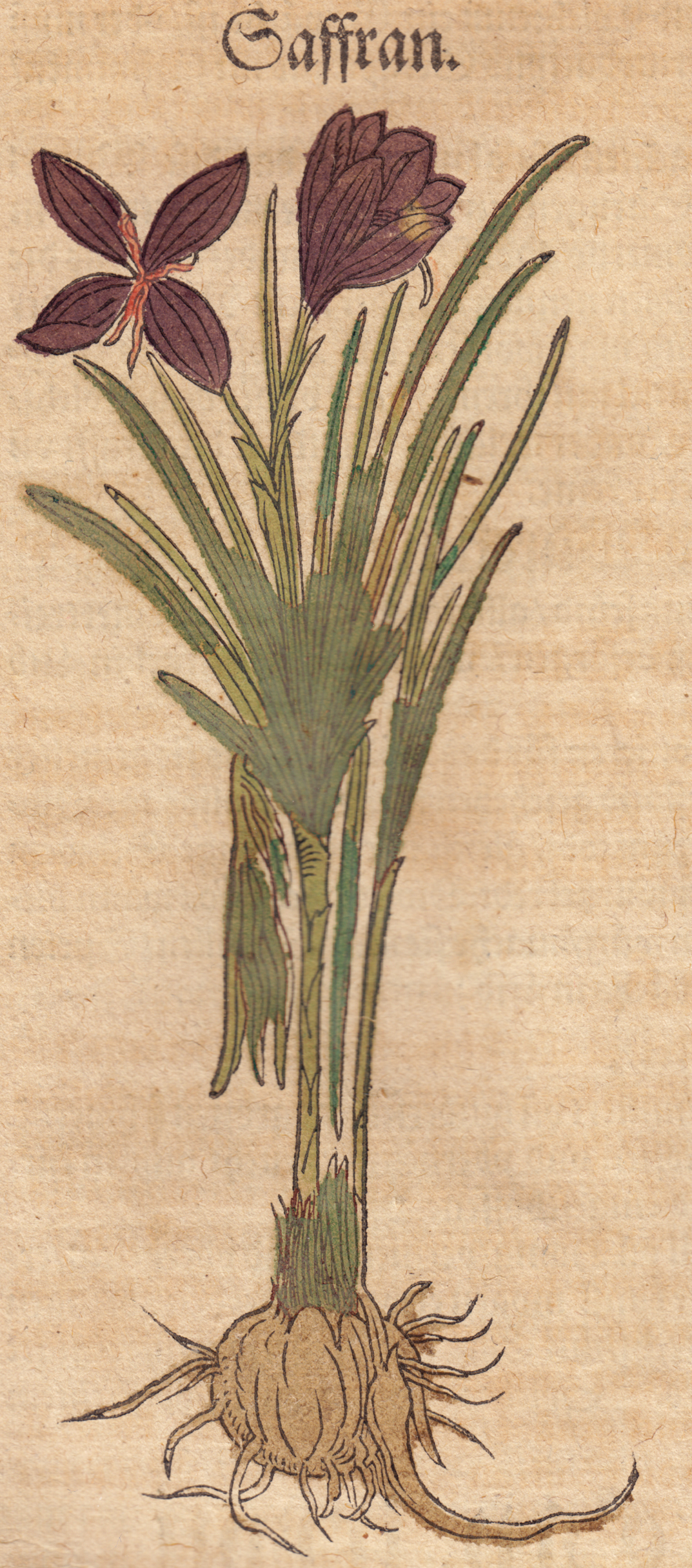
Hieronymus Bock 1546
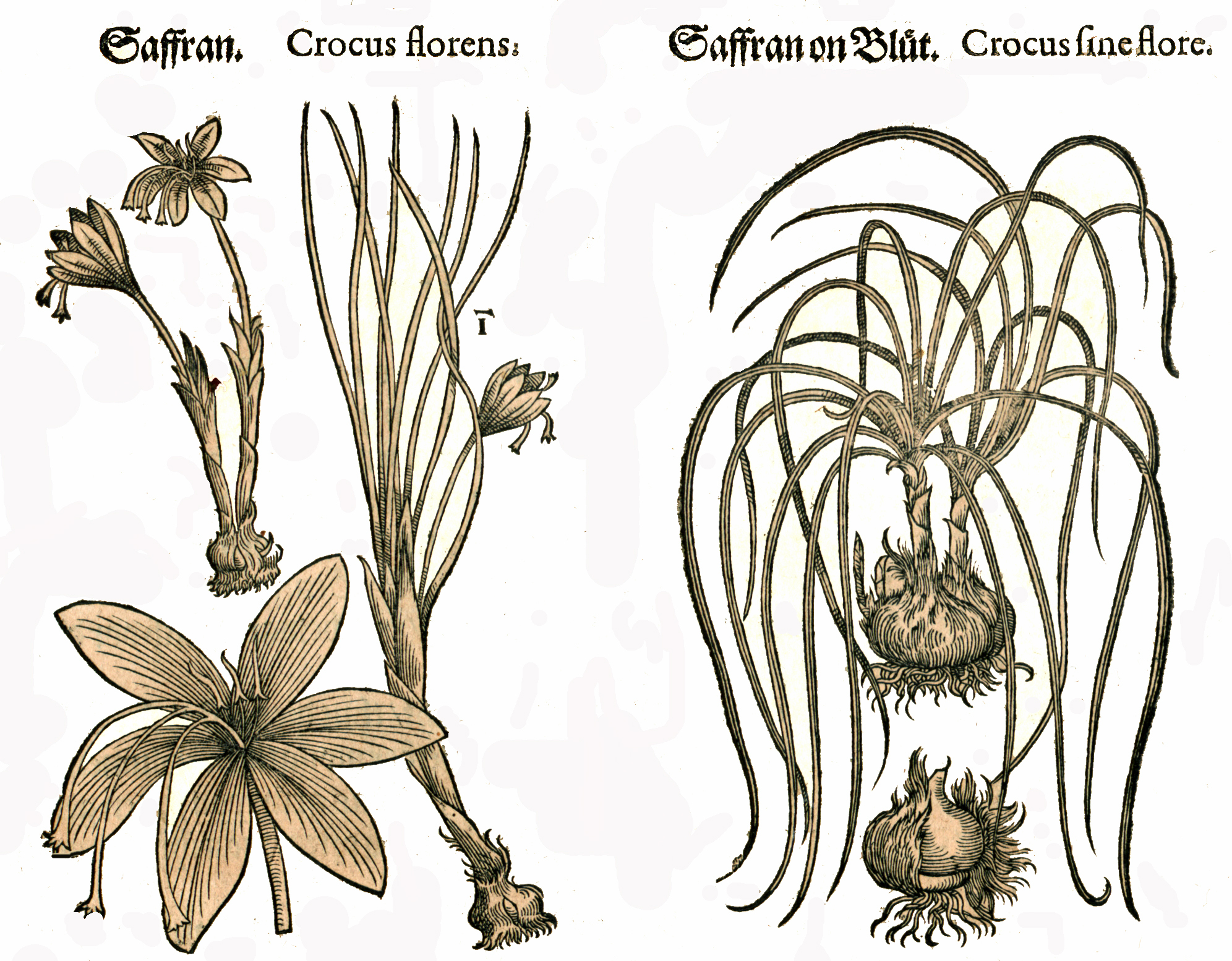
Mattioli / Handsch / Camerarius 1586
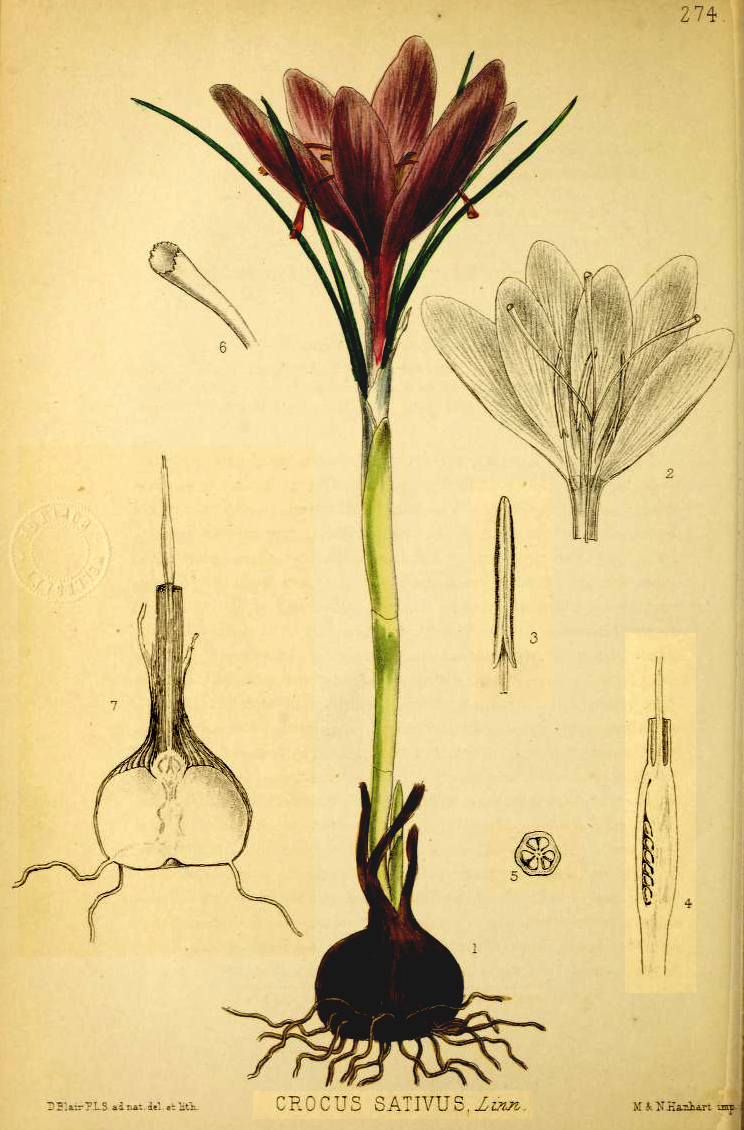
Bentley / Trimen 1880

## Film
- Zu Tisch in den Abruzzen. Dokumentarfilm, Deutschland, 2004, 26 Min., Buch und Regie: Wilma Pradetto, Produktion: ZDF, Inhaltsangabe von arte.
- Wo der Pfeffer wächst – Auf den Spuren der Gewürze (3/3) Safran und Vanille (The Spice Trail – Vanilla And Saffron). Dokumentarfilm, Großbritannien 2011, 45 Min., Original-Erstausstrahlung: 3. März 2011 BBC Two, deutsche Erstausstrahlung: 15. September 2012 ZDFneo
- Roter Duft. Dokumentarfilm über Safran: